# USS LST-792
O USS LST-792 foi um navio de guerra norte-americano da classe LST que operou durante a Segunda Guerra Mundial.